# Dagjämning
| Symbol för solstånd och dagjämningar | Tidpunkter för dagjämningarna och solstånden (UTC+00) | Tidpunkter för dagjämningarna och solstånden (UTC+00) | Tidpunkter för dagjämningarna och solstånden (UTC+00) | Tidpunkter för dagjämningarna och solstånden (UTC+00) | Tidpunkter för dagjämningarna och solstånden (UTC+00) | Tidpunkter för dagjämningarna och solstånden (UTC+00) | Tidpunkter för dagjämningarna och solstånden (UTC+00) | Tidpunkter för dagjämningarna och solstånden (UTC+00) | Tidpunkter för dagjämningarna och solstånden (UTC+00) |
| Symbol för solstånd och dagjämningar | Vårdagjämning Mars                                    | Vårdagjämning Mars                                    | Sommarsolstånd Juni                                   | Sommarsolstånd Juni                                   | Höstdagjämning September                              | Höstdagjämning September                              | Vintersolstånd December                               | Vintersolstånd December                               |                                                       |
| År | Dag                                                   | Tid                                                   | Dag                                                   | Tid                                                   | Dag                                                   | Tid                                                   | Dag                                                   | Tid                                                   |                                                       |
| --- | ----------------------------------------------------- | ----------------------------------------------------- | ----------------------------------------------------- | ----------------------------------------------------- | ----------------------------------------------------- | ----------------------------------------------------- | ----------------------------------------------------- | ----------------------------------------------------- | ----------------------------------------------------- |
| 2010 | 20                                                    | 17:32:13                                              | 21                                                    | 11:28:25                                              | 23                                                    | 03:09:02                                              | 21                                                    | 23:38:28                                              |                                                       |
| 2011 | 20                                                    | 23:21:44                                              | 21                                                    | 17:16:30                                              | 23                                                    | 09:04:38                                              | 22                                                    | 05:30:03                                              |                                                       |
| 2012 | 20                                                    | 05:14:25                                              | 20                                                    | 23:09:49                                              | 22                                                    | 14:49:59                                              | 21                                                    | 11:12:37                                              |                                                       |
| 2013 | 20                                                    | 11:02:55                                              | 21                                                    | 05:04:57                                              | 22                                                    | 20:44:08                                              | 21                                                    | 17:11:00                                              |                                                       |
| 2014 | 20                                                    | 16:57:05                                              | 21                                                    | 10:51:14                                              | 23                                                    | 02:29:05                                              | 21                                                    | 23:03:01                                              |                                                       |
| 2015 | 20                                                    | 22:45:09                                              | 21                                                    | 16:38:55                                              | 23                                                    | 08:20:33                                              | 22                                                    | 04:48:57                                              |                                                       |
| 2016 | 20                                                    | 04:30:11                                              | 20                                                    | 22:34:11                                              | 22                                                    | 14:21:07                                              | 21                                                    | 10:44:10                                              |                                                       |
| 2017 | 20                                                    | 10:28:38                                              | 21                                                    | 04:24:09                                              | 22                                                    | 20:02:48                                              | 21                                                    | 16:28:57                                              |                                                       |
| 2018 | 20                                                    | 16:15:27                                              | 21                                                    | 10:07:18                                              | 23                                                    | 01:54:05                                              | 21                                                    | 22:23:44                                              |                                                       |
| 2019 | 20                                                    | 21:58:25                                              | 21                                                    | 15:54:14                                              | 23                                                    | 07:50:10                                              | 22                                                    | 04:19:25                                              |                                                       |
| 2020 | 20                                                    | 03:50:36                                              | 20                                                    | 21:44:40                                              | 22                                                    | 13:31:38                                              | 21                                                    | 10:02:19                                              |                                                       |
| 2021 | 20                                                    | 09:37:27                                              | 21                                                    | 03:32:08                                              | 22                                                    | 19:21:03                                              | 21                                                    | 15:59:16                                              |                                                       |
| 2022 | 20                                                    | 15:33:23                                              | 21                                                    | 09:13:49                                              | 23                                                    | 01:03:40                                              | 21                                                    | 21:48:10                                              |                                                       |
| 2023 | 20                                                    | 21:24:24                                              | 21                                                    | 14:57:47                                              | 23                                                    | 06:49:56                                              | 22                                                    | 03:27:19                                              |                                                       |
| 2024 | 20                                                    | 03:06:21                                              | 20                                                    | 20:50:56                                              | 22                                                    | 12:43:36                                              | 21                                                    | 09:20:30                                              |                                                       |
| 2025 | 20                                                    | 09:01:25                                              | 21                                                    | 02:42:11                                              | 22                                                    | 18:19:16                                              | 21                                                    | 15:03:01                                              |                                                       |
| 2026 | 20                                                    | 14:45:53                                              | 21                                                    | 08:24:26                                              | 23                                                    | 00:05:08                                              | 21                                                    | 20:50:09                                              |                                                       |
| 2027 | 20                                                    | 20:24:36                                              | 21                                                    | 14:10:45                                              | 23                                                    | 06:01:38                                              | 22                                                    | 02:42:04                                              |                                                       |
| 2028 | 20                                                    | 02:17:02                                              | 20                                                    | 20:01:54                                              | 22                                                    | 11:45:12                                              | 21                                                    | 08:19:33                                              |                                                       |
| 2029 | 20                                                    | 08:01:52                                              | 21                                                    | 01:48:11                                              | 22                                                    | 17:38:23                                              | 21                                                    | 14:13:59                                              |                                                       |
| 2030 | 20                                                    | 13:51:58                                              | 21                                                    | 07:31:11                                              | 22                                                    | 23:26:46                                              | 21                                                    | 20:09:30                                              |                                                       |
| 2031 | 20                                                    | 19:40:51                                              | 21                                                    | 13:17:00                                              | 23                                                    | 05:15:10                                              | 22                                                    | 01:55:25                                              |                                                       |
| 2032 | 20                                                    | 01:21:45                                              | 20                                                    | 19:08:38                                              | 22                                                    | 11:10:44                                              | 21                                                    | 07:55:48                                              |                                                       |
| 2033 | 20                                                    | 07:22:35                                              | 21                                                    | 01:00:59                                              | 22                                                    | 16:51:31                                              | 21                                                    | 13:45:51                                              |                                                       |
| 2034 | 20                                                    | 13:17:20                                              | 21                                                    | 06:44:02                                              | 22                                                    | 22:39:25                                              | 21                                                    | 19:33:50                                              |                                                       |
| 2035 | 20                                                    | 19:02:34                                              | 21                                                    | 12:32:58                                              | 23                                                    | 04:38:46                                              | 22                                                    | 01:30:42                                              |                                                       |
| 2036 | 20                                                    | 01:02:40                                              | 20                                                    | 18:32:03                                              | 22                                                    | 10:23:09                                              | 21                                                    | 07:12:42                                              |                                                       |
| 2037 | 20                                                    | 06:50:05                                              | 21                                                    | 00:22:16                                              | 22                                                    | 16:12:54                                              | 21                                                    | 13:07:33                                              |                                                       |
| 2038 | 20                                                    | 12:40:27                                              | 21                                                    | 06:09:12                                              | 22                                                    | 22:02:05                                              | 21                                                    | 19:02:08                                              |                                                       |
| 2039 | 20                                                    | 18:31:50                                              | 21                                                    | 11:57:14                                              | 23                                                    | 03:49:25                                              | 22                                                    | 00:40:23                                              |                                                       |
| 2040 | 20                                                    | 00:11:29                                              | 20                                                    | 17:46:11                                              | 22                                                    | 09:44:43                                              | 21                                                    | 06:32:38                                              |                                                       |
| 2041 | 20                                                    | 06:06:36                                              | 20                                                    | 23:35:39                                              | 22                                                    | 15:26:21                                              | 21                                                    | 12:18:07                                              |                                                       |
| 2042 | 20                                                    | 11:53:06                                              | 21                                                    | 05:15:38                                              | 22                                                    | 21:11:20                                              | 21                                                    | 18:03:51                                              |                                                       |
| 2043 | 20                                                    | 17:27:34                                              | 21                                                    | 10:58:09                                              | 23                                                    | 03:06:43                                              | 22                                                    | 00:01:01                                              |                                                       |
| 2044 | 19                                                    | 23:20:20                                              | 20                                                    | 16:50:55                                              | 22                                                    | 08:47:39                                              | 21                                                    | 05:43:22                                              |                                                       |
| 2045 | 20                                                    | 05:07:24                                              | 20                                                    | 22:33:41                                              | 22                                                    | 14:32:42                                              | 21                                                    | 11:34:54                                              |                                                       |
| 2046 | 20                                                    | 10:57:38                                              | 21                                                    | 04:14:26                                              | 22                                                    | 20:21:31                                              | 21                                                    | 17:28:16                                              |                                                       |
| 2047 | 20                                                    | 16:52:26                                              | 21                                                    | 10:03:16                                              | 23                                                    | 02:07:52                                              | 21                                                    | 23:07:01                                              |                                                       |
| 2048 | 19                                                    | 22:33:37                                              | 20                                                    | 15:53:43                                              | 22                                                    | 08:00:26                                              | 21                                                    | 05:02:03                                              |                                                       |
| 2049 | 20                                                    | 04:28:24                                              | 20                                                    | 21:47:06                                              | 22                                                    | 13:42:24                                              | 21                                                    | 10:51:57                                              |                                                       |
| 2050 | 20                                                    | 10:19:22                                              | 21                                                    | 03:32:48                                              | 22                                                    | 19:28:18                                              | 21                                                    | 16:38:29                                              |                                                       |
| Källa: Earth's Seasons — Naval Oceanography Portal (engelska) och från 2021 Solstice and Equinox Table Courtesy of Fred Espenak, www.Astropixels.com (engelska) |                                                       |                                                       |                                                       |                                                       |                                                       |                                                       |                                                       |                                                       |                                                       |

Dagjämning (lat. aequinoctium), är den tidpunkt, då solens medelpunkt, vid denna himlakropps skenbara omlopp kring jorden (egentligen är det jorden som roterar kring sin axel), sammanfaller med ekvatorn. (Att solen skulle kretsa kring jorden, i stället för tvärtom, trodde många fram till 1600-talet.)

Solens upp- och nedgång sker när solskivans överkant tangerar den "skenbara" horisonten.

Vårdagjämningen är inte en dag, utan en ögonblicklig händelse som inträffar vid en bestämd tidpunkt vid olika klockslag på skilda ställen på jorden, beroende på i vilken tidszon man befinner sig. 

Vid 60 graders latitud går solen upp i 30 graders vinkel mot horisonten, vilket innebär att jorden roterar dubbelt så långt (100' i stället för 50') som vid ekvatorn vilket gör skillnaden i tid till den dubbla. Dagen är således tolv timmar och 14 minuter vid dagjämningarna. Den blå linjen representerar horisonten om jorden saknat atmosfär (d.v.s. jordytans tangentialplan), medan den röda linjen representerar den "skenbara" horisonten som skapas genom refraktionen. Därtill kommer solens skenbara radie.

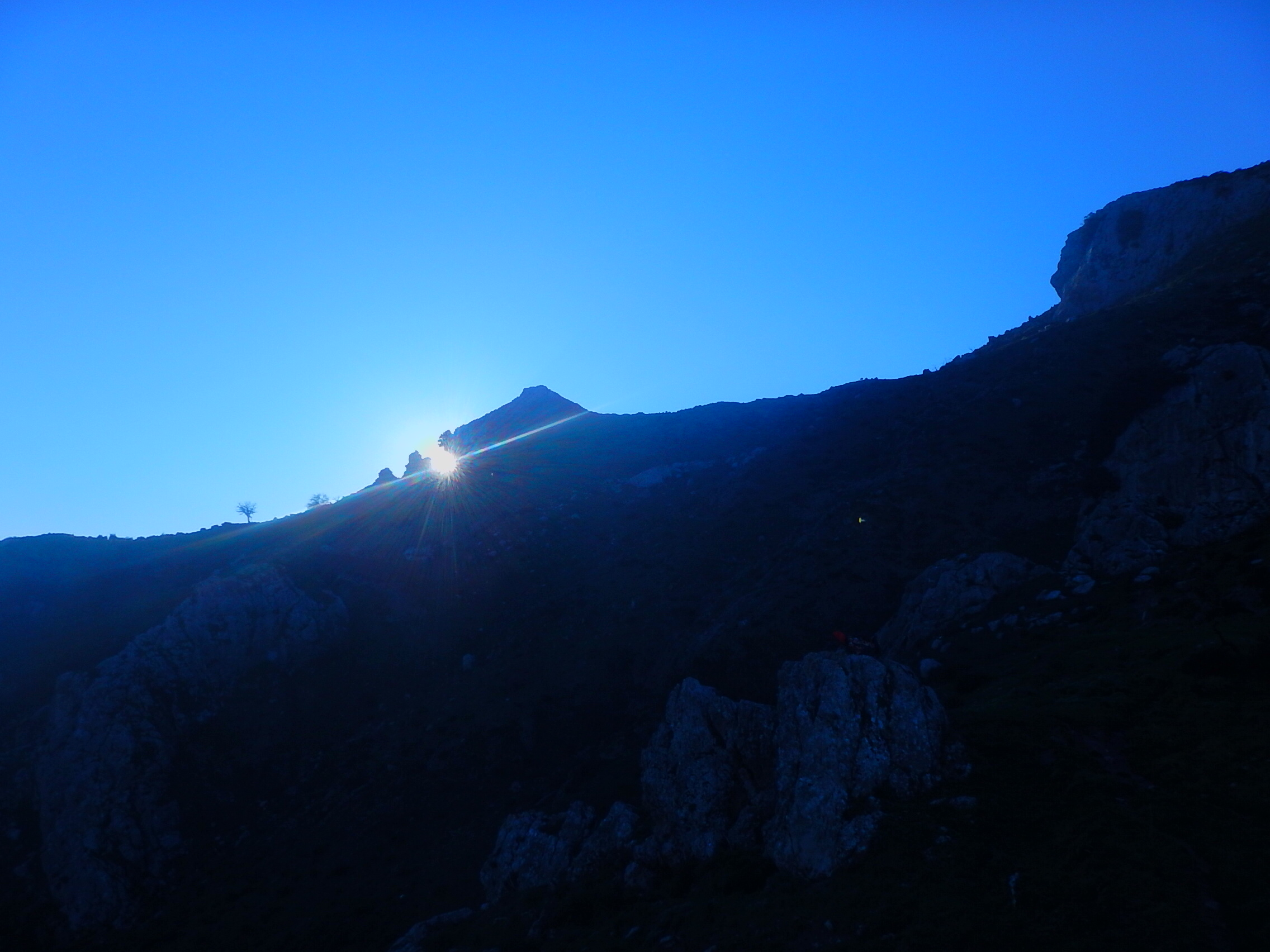
Equinox ses från platsen för Pizzo Vento i Fondachelli-Fantina, Sicilien

Solen borde under det dygn då dagjämningen inträffar vara synlig i tolv timmar och osynlig (från jorden) i tolv timmar: alltså dag och natt borde vara lika långa över hela jorden. Men eftersom soluppgång räknas från då solskivans överkant blir synlig respektive osynlig vid solnedgång, och eftersom solstrålarna bryts i atmosfären vilket leder till att solen syns trots att den egentligen befinner sig under horisonten, så blir dagen längre än natten. Skillnaden är cirka en kvart vid ekvatorn, men ökar mot polerna (vid 60° latitud cirka en halvtimme, vid 75° cirka en timme). 
Då ekvatorn har två skärningspunkter med ekliptikan, har året två sådana dagar, 20 eller 21 mars och 22 eller 23 september, variationen beror bl.a. på skottdagarna. De punkter av ekvatorn, i vilka en sådan skärning inträffar, kallas dagjämningspunkter.